# كاساغراندي
كاساغراندي هو لاعب كرة قدم برازيلي في مركز الهجوم، ولد في 28 يوليو 1986 في Barra do Corda ‏ في البرازيل. لعب مع نادي ملقا يونايتد.